# Austrolebias cheradophilus
El cinolebia es la especie Austrolebias cheradophilus, un pez de agua dulce de la familia de los rivulines en el orden de los ciprinodontiformes.

## Morfología
Cuerpo esbelto de color oscuro con franjas claras verticales, los machos pueden alcanzar los 6,5 cm de longitud máxima.

## Distribución geográfica
Se encuentra en Uruguay y Brasil.

## Hábitat
Viven en pequeños cursos de agua entre 18 y 25°C con pH de 8.9, de comportamiento bentopelágico, es una especie no migradora. Es muy difícil de mantener en acuario.